# Stigma (črka)
Stigma (grško: starogrško στίγμα oziroma starogrško ϛίγμα; velika črka: Ϛ, mala črka: ϛ) je grška črka, ki ni vključena v standardno grško abecedo. Gre za ligaturo (spoj) črk sigma in tau ter se izgovarja kot st. Črka je zelo podobna obliki male črke sigma, ki nastopa na koncu besede: ς. Črka stigma se je v grških rokopisih pojavila sorazmerno pozno, v poznejšem srednjem veku. Tudi zdaj se le redko uporablja, po navadi se namesto črke stigma piše preprosto črki στ.
Črka stigma v sistemu grških številk pomeni število 6. Za ta namen so jo začeli uporabljati, ko je šla v pozabo črka digama (Ϝ), ki je bila prvotna oznaka za število 6. V današnjih dneh Grki pišejo število 6 kot ΣΤ.

## Unicode
|                | Velika črka Ϛ            | Mala črka ϛ            |
| -------------- | ------------------------ | ---------------------- |
| Unicode UTF-16 | U+03DA                   | U+03DB                 |
| Ime Unicode    | Velika grška črka stigma | Mala grška črka stigma |
| Koda HTML      | &#986;                   | &#987;                 |